# Đảng Phát xít Nga
Đảng Phát xít Nga (RFP) (tiếng Nga: Российская фашистская партия; Rossijskaja Fašistskaja Partija), đôi khi gọi là Đảng Phát xít Toàn Nga, là một phong trào nhỏ có trụ sở tại Mãn Châu Quốc trong những năm 1930 và 1940.